# Pedro Requena
Pedro Jesús Requena Secada (Callao, 29 giugno 1961) è un ex calciatore peruviano, di ruolo difensore.

## Carriera
Ha preso parte a tre edizioni della Copa América, collezionando 51 presenze e un gol in Nazionale.